# Ulrich Sendler

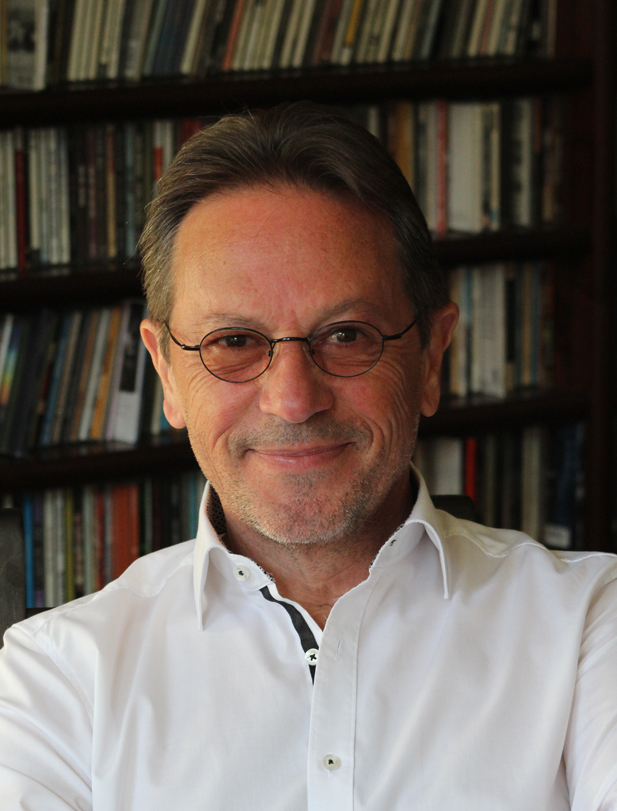
Ulrich Sendler, April 2018, fotografiert von Daniel Sendler

Ulrich Sendler (* 18. Juni 1951 in Krefeld) ist ein deutscher Publizist, freier Journalist und freiberuflicher Technologieanalyst. Sein Hauptarbeitsgebiet sind die Entwicklungen der Informationstechnologie zum Einsatz in der Industrie, nach der Jahrtausendwende unter dem Oberbegriff Produkt-Lebenszyklus-Management (PLM) zusammengefasst. Er ist Autor diverser Fachbücher wie CAD & Office Integration (1995) oder das PLM-Kompendium (2009). Sein Buch Industrie 4.0 (2013) wurde in China zu einem Bestseller. Vorträge führten ihn in der Folge zwischen 2015 und 2019 in zehn Städte Festlandchinas und nach Taiwan. Etliche Bücher wurden ins Englische übersetzt, zwei ins Chinesische, sein Geleitwort zum Buch von Paul Ulrich Unschuld Chinas Trauma – Chinas Stärke auch ins Griechische. 2018 veröffentlichte Sendler sein erstes Sachbuch Das Gespinst der Digitalisierung – Menschheit im Umbruch – Auf dem Weg zu einer neuen Weltanschauung. Zuletzt erschien 2020 sein Fachbuch KI-Kompass für Entscheider.

## Leben
Sendler wuchs in Krefeld auf und besuchte das Ernst-Moritz-Arndt Gymnasium, das er 1972 mit dem Abitur abschloss. Von 1972 bis 1974 studierte er in Heidelberg Politik, Geschichte und Jura. In dieser Zeit schloss er sich der Kommunistischen Hochschulgruppe, der Studentenorganisation des Kommunistischen Bundes Westdeutschland (KBW), an. Wegen seiner Beteiligung an einem Streik am politologischen Institut wurde er 1974 für ein Semester mit Hausverbot an der Universität Heidelberg belegt, brach sein Studium ab und arbeitete als ungelernter Arbeiter in dem Heidelberger Unternehmen Graubremse. Bei Audi in Neckarsulm machte er anschließend eine Umschulung zum Werkzeugmacher und fand danach eine Anstellung als NC-Programmierer im Heilbronner Werkzeugbau-Unternehmen Drauz.
Von 1980 bis 1985 studierte er an der Fachhochschule Heilbronn Feinwerktechnik. Von 1985 bis 1987 verantwortete er bei Kolbenschmidt die Anpassung und Weiterentwicklung des firmeneigenen 2D-CAD-Systems sowie des 3D-CAD/CAM-Systems EUKLID der damaligen Fides Informatik, einer Tochter der Credit Suisse, in Zürich. Von 1987 bis 1989 war Sendler als Redakteur für den CAD-CAM Report des Dressler Verlags in Heidelberg unter anderem für zahlreiche Testberichte über erste kommerziell verfügbare CAD-Systeme zuständig, bevor er sich als freier Journalist und Buchautor selbständig machte.
Seit 1995 ist Sendler der Organisator eines Kreises von IT-Anbietern (zunächst CADcircle, seit 2002  sendler\circle), mit denen er technologische Entwicklungen, Forschungsergebnisse und Anforderungen aus der Industrie behandelt. Seit 2012 ist er Herausgeber des Nachrichtenportals  PLMportal/Die Digitalisierer, das bei der Deutschen Nationalbibliothek auch als eigenständiges  Wissensportal geführt wird.
Neben der kontinuierlichen Beobachtung, Analyse und Beschreibung der Entwicklung der Digitalisierung der Industrie begann sich Sendler Mitte der 2010er Jahre wieder mit politischen und gesellschaftlichen Fragen zu befassen. Im Informatikspektrum erschien 2017 sein Aufsatz Menschheit im Umbruch. Dem folgte eine ausführliche Untersuchung des Zusammenhangs der politischen Revolten und der Entwicklung des Populismus in allen westlichen Gesellschaften mit der Digitalisierung in seinem Buch Das Gespinst der Digitalisierung.

## Werke (Auswahl)
- Die Flexiblen und die Perfekten nordamerikanische und deutsche Produktentwicklung - ein praktischer Vergleich, Springer-Verlag, Heidelberg Berlin, 1995, ISBN 3-540-58727-6.
- C-Technik und Java - Neue Perspektiven für die Industrie, Carl Hanser Verlag, München, 1998, ISBN 3-446-19425-8.
- C-technology and Java - New prospects for the industry, Carl Hanser Verlag, München, 2000, ISBN 3-446-21269-8.
- Das PLM Kompendium - Referenzbuch des Produkt-Lebenszyklus-Managements, Springer-Verlag, Berlin Heidelberg New York, 2009, ISBN 3-540-87897-1.
- Von PDM zu PLM - Prozessoptimierung durch Integration, Carl Hanser Verlag, München, 2011, ISBN 978-3-446-42585-9.
- Industrie 4.0 - Beherrschung der industriellen Komplexität mit SysLM, Springer-Verlag, Berlin Heidelberg, 2013, ISBN 978-3-642-36916-2.
- Industrie 4.0 (auf Chinesisch), China Machine Press, 2014, ISBN 978-7-111-47161-5.
- Industrie 4.0 grenzenlos, Springer-Verlag, Berlin Heidelberg, 2016, ISBN 978-3-662-48277-3.
- The Internet of Things - Industrie 4.0 Unleashed, Springer Vieweg, 2018, ISBN 978-3-662-54903-2.
- Industrie 4.0 grenzenlos (auf Chinesisch), CITIC Press 2018, ISBN 978-7-5086-7978-5.
- Das Gespinst der Digitalisierung: Menschheit im Umbruch - auf dem Weg zu einer neuen Weltanschauung. Springer Fachmedien, Wiesbaden 2018, ISBN 978-3-658-21896-6. Rezension in Pressebox.[17]
- KI-Kompass für Entscheider - Künstliche Intelligenz in der Industrie: Strategien - Potenziale - Use Cases, Carl Hanser Verlag, München, 2020, ISBN 978-3-446-46295-3.